# Boss Film Studios
Boss Film Studios est une importante entreprise américaine d'effets visuels, fondée par Richard Edlund après son départ d'Industrial Light & Magic (ILM) et basée à Marina Del Rey.
Boss Film Studios produit des effets visuels pour plus de trente films de 1983 à 1997, obtenant plusieurs nominations aux Oscars.
Sa filiale Boss Game Studios était elle spécialisée dans le jeu vidéo.